# 张灵均
张灵均（？—710年），唐朝洛阳人。
唐中宗时，吏部侍郎郑愔被韦后贬为江州司马。郑愔在均州与均州刺史、谯王李重福及张灵均密谋起兵诛除韦氏。韦后被李旦、李隆基父子翦除後，李重福改任集州刺史。张灵均向李重福游说道：“大王是中宗先帝的嫡长子，当为天子。相王虽有功，但不应继位。东都的官民，都希望大王能到洛阳来。若您潜入洛阳，调集左、右屯营兵，袭杀东都留守，占据东都洛阳，就像神兵天降。然后西取陕州，东取黄河南北，天下传檄而定。”李重福同意了。于是张灵均秘与郑愔结谋，聚集数十人徒众。时任沅州刺史的郑愔逗留在洛阳，等待李重福。他草拟了制书，立李重福为帝，改年号为中元克复，将唐睿宗尊为皇季叔，封温王李重茂为皇太弟，他自己担任左丞相，主持朝廷内外文官事务；任命张灵均为右丞相、天柱大将军，主持武官事务；任命右散骑常侍严善思为礼部尚书，主持吏部事务。李重福与张灵均假装乘驿车到东都去，郑愔安排布置驸马都尉裴巽的宅第以接待李重福。唐睿宗景云元年（710年）八月十二日，李重福与张灵均等人来到裴巽家，被洛阳县吏发现，只有洛州长史崔日知、侍御史李邕率领部下讨伐李重福。李重福投漕渠溺死。郑愔貌丑多胡须，梳头髻穿女人衣服躲在车里想逃，被捕。张灵均始终神态自若，看着郑愔说：“我和这种人举事，败了是应该的！”张灵均和郑愔一起在东都洛阳闹市被处以斩刑。